# 4TP
4TP (PZInż 140) a fost un tanc ușor⁠(d) experimental proiectat și dezvoltat în Polonia în perioada interbelică, înainte de izbucnirea celui de-al Doilea Război Mondial.

## Istoric
La începutul anilor 1930, parcul de vehicule blindate al Armatei Poloneze necesită modernizare urgentă, fiind dependent de tancuri franceze depășite, automobile blindate și tancuri ușoare învechite. În contextul unei crize acute de capacități blindate, autoritățile militare au inițiat un program de dezvoltare internă, delegând inginerilor analiza modelelor străine pentru crearea de prototipuri avansate.
Inginerii britanici John Carden și Vivian Loyd au prezentat în 1932 un lot de vehicule experimentale delegației poloneze, inclusiv un tanc ușor Carden-Loyd, un tractor de artilerie și un tanc amfibiu Vickers-Carden-Loyd Amphibian. Propunerea de achiziție a unui tanc amfibiu și a patru tancuri ușoare pentru studii a fost abandonată din cauza limitărilor bugetare, deciziile optând pentru proiectarea locală a unor vehicule inspirate din tehnologia britanică.
Procesul de dezvoltare a fost coordonat de Uzina de Inginerie de Stat (PZInż) sub conducerea inginerului șef Edward Habich. Inspirându-se din designul britanic, s-a propus dezvoltarea unei platforme comune pentru un tanc de recunoaștere, un tanc amfibiu și un tractor. Tancul de recunoaștere a primit indicele PZInż 140, cel amfibiu – PZInż 130, iar tractorul – PZInż 152. Ulterior, șasiul standardizat a fost utilizat și pentru tunul autopropulsat PZInż 160.
Prototipul PZInż 140 (4TP) a integrat soluții tehnice derivate din tancurile Carden-Loyd, inclusiv suspensie cu arc cu foi și transmisie cu ambreiaj planetar. Configurația finală a tancului de recunoaștere a fost finalizată în 1936, urmând teste extinse până în 1939. Producția în serie a fost împiedicată de invazia germană a Poloniei.

## Variante
Unul dintre proiectele studiate a fost dotarea tancului cu un tun de 37 mm, montat într-o turelă în formă de prismă, sub denumirea PZInż 180. Proiectul a fost abandonat din cauza incompatibilității operaționale: comandantul trebuia să gestioneze simultan funcțiile de conducere și operare a armamentului, imposibil în condiții de luptă cu un echipaj de 2 persoane.

## Descrierea construcției
Tancul era împărțit în două secțiuni: compartimentul de luptă pe partea stângă și compartimentul motor pe partea dreaptă. Echipajul era format din doi membri: comandantul și șoferul. Locul șoferului era amplasat în partea frontală a compartimentului de luptă, în stânga transmisiei. Acesta avea un trapă cu o singură foaie care se deschidea spre exterior și era dotat cu un periscop Gundlach. Comandantul era amplasat într-o turelă monopost, ușor deplasată spre stânga, având un periscop rotativ. Turela era acționată manual.

## Blindajul carcasei și turelei
Turela avea un blindaj de 13 mm pe toate laturile și de 5-6 mm pe acoperiș. Carcasa era construită din plăci de oțel laminate, fixate cu nituri. Blindajul frontal al carcasei avea o grosime de 8-17 mm, lateralele – 13 mm, spatele – 10-13 mm, acoperișul – 5 mm, iar podeaua – 4-8 mm.

## Armament
Prototipul nu dispunea de armament, însă în cadrul testelor din iunie-iulie 1938 a fost echipat cu un tun automat FK-A de 20 mm (model 1938) și o mitralieră wz.30 de 7,92 mm. Capacitatea de muniție era de 200–250 de proiectile de 20 mm și 2500 de cartușe de 7,92 mm, montate într-o turelă modificată, similară celei de pe tancul 7TP.

## Motor și transmisie
Motorul cu răcire lichidă era amplasat posterior. Transmisia utiliză o cutie de viteze cu ambreiaj multidisc uscat, cu 4 trepte înainte și 1 înapoi.

## Șasiul
Configurația șasiului includea: roată motrică frontală, roată de întindere posterioară, patru roți de rulare pe parte (cu suspensie individuală pe bare de torsiune), două roți de ghidare. Șenilele din oțel, cu două nervuri centrale, aveau lățimea de 260 mm și pasul de 90 mm, cu o suprafață de contact de 2,1 metri.

## Utilizare în luptă
Testele operaționale au avut loc în iarna 1937–1938. Majoritatea prototipurilor au fost capturate de Wehrmacht în septembrie 1939, în timpul invaziei Poloniei. Destinația lor ulterioară rămâne nedocumentată.

## Operatori
Polonia

## În cultura populară
În jocul online World of Tanks, este prezent ca tanc ușor de nivelul I.